# توني زينو
توني زينو (بالإنجليزية: Tony Zeno)‏ مواليد 1 أكتوبر 1957 في نيو أورلينز، هو لاعب كرة سلة أمريكي معتزل. بدأ مسيرته الاحترافية في سنة 1979. تم اختياره من قبل فريق إنديانا بايسرز خلال الدرافت. حمل الرقم 44. يبلغ طوله 6 قدم 8 بوصة (2.0 م). اعتزل اللعب في 1990. لعب مع إنديانا بايسرز وبي سي إم جرافيلين.

## روابط خارجية
- توني زينو على موقع إن بي أي (الإنجليزية)
- توني زينو على موقع سبورتس رفرنس (الإنجليزية)
- توني زينو على موقع كلية كرة السلة في سبورتس رفرنس.كوم (الإنجليزية)
- توني زينو على موقع ريلجم (الإنجليزية)
- توني زينو على موقع بروبوليرز (الإنجليزية)